# بيل دكورث
بيل دكورث (بالإنجليزية: Bill Duckworth)‏ هو لاعب كرة قدم أسترالية أسترالي، ولد في 10 يونيو 1918، وتوفي في 24 أكتوبر 2016.

## وصلات خارجية
- بيل دكورث على موقع AustralianFootball.com (الإنجليزية)
- بيل دكورث على موقع AFLtables.com (الإنجليزية)